# روابط خارجی اسرائیل

کشورهایی که اسرائیل با آنها روابط دیپلماتیک دارد

روابط خارجی اسرائیل به روابط دیپلماتیک و تجاری بین اسرائیل و سایر کشورهای جهان گفته می‌شود. اسرائیل تا دسامبر ۲۰۲۰ با ۱۶۵ کشور از ۱۹۳ کشور عضو دیگر سازمان ملل روابط دیپلماتیک دارد. اسرائیل عضو سازمان ملل متحد و تعدادی از سازمان‌های بین‌المللی دیگر است. اسرائیل پس از امضای معاهدات صلح به ترتیب در سال‌های ۱۹۷۹ و ۱۹۹۴، روابط دیپلماتیک کامل با دو همسایه عرب خود، مصر و اردن، حفظ می‌کند. در سال ۲۰۲۰، اسرائیل با چهار کشور اتحادیه عرب شامل بحرین، امارات متحده عربی، سودان و مراکش موافقت‌نامه‌هایی با عنوان پیمان ابراهیم برای برقراری روابط دیپلماتیک امضا کرد. از سال ۲۰۲۱، اسرائیل روابط دیپلماتیک رسمی با ۱۶۸ کشور دیگر داشته است، درحالیکه ۲۸ کشور عضو سازمان ملل یا هرگز روابط دیپلماتیک با اسرائیل نداشته یا مانند ایران، روابط خود را قطع کرده‌اند.

## عضویت در سازمان‌های بین‌المللی

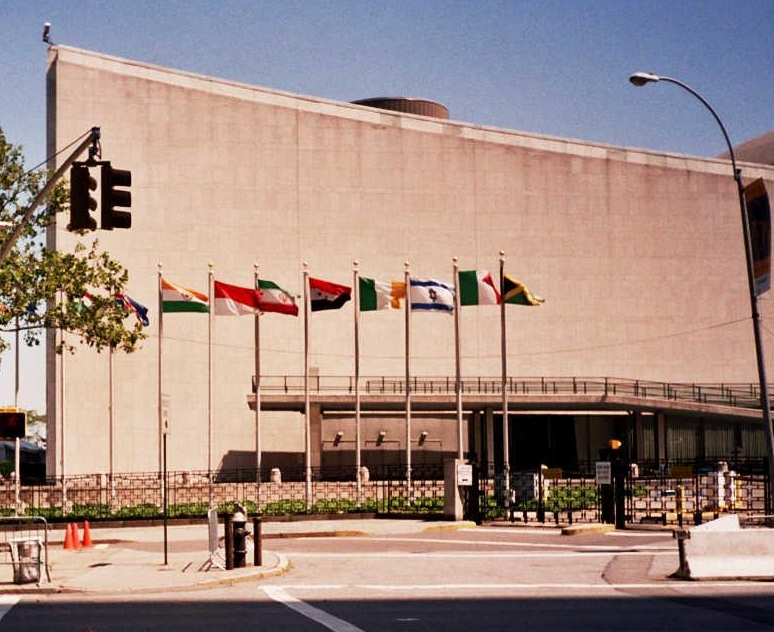
پرچم اسرائیل در ساختمان سازمان ملل در نیویورک

نخستین سازمان بین‌المللی که دولت اسرائیل به آن ملحق گردید، شورای بین‌المللی غلات بود، که به عنوان قسمتی از برنامه اصل چهار در روزهای نخستین سال ۱۹۴۹ پایه‌گذاری شد. بعد از آن اسرائیل از تاریخ ۱۱ مه ۱۹۴۹ به عضویت سازمان ملل متحد درآمد.